# مكابي بتاح تكفا
نادي مكابي بتاح تكفا (بالعبرية: מכבי פתח תקווה) (الاسم الكامل: "نادي مكابي افشالوم ايروني بيتاح تكفا لكرة القدم، العبرية: מועדון ספורט מכבי אבשלום עירוני פתח תקווה) هو نادي كرة قدم إسرائيلي مقره في مدينة بتاح تكفا وهو جزء من اتحاد مكابي العالمي. صعد الفريق إلى الدرجة الأولى في 2019–20 بعد موسم واحد فقط من النزول إلى الدرجة الثانية.